# تمر (يهر)

تعديل مصدري - تعديل

تمر هي إحدى قرى عزلة يهر بمديرية يهر التابعة لمحافظة لحج، بلغ تعداد سكانها 12 نسمة حسب تعداد اليمن لعام 2004.